# Makotřasy
Makotřasy (Duits: Makotras of Makotraß) is een Tsjechische gemeente in de regio Midden-Bohemen en maakt deel uit van het district Kladno. Het dorp ligt op 9 km afstand van de stad Kladno.
Makotřasy telt 533 inwoners (2023).

## Geografie
De Zákolanskýbeek stroomt langs de oostkant van de gemeente en is een beschermd natuurmonument.

## Geschiedenis
Makotřasy is een belangrijke archeologische vindplaats. Tijdens onderzoek in 1961, bij de aanleg van snelweg D7, werd ten oosten van het dorp een neolithische nederzetting ontdekt. De nederzetting bevond zich op een lichte verhoging op de plaats waar de Dolanský- en Lidickýbeek samenkomen. Een vierkant gebied bleek omsloten te zijn door een greppel van 1,4 meter diep en vier meter breed.
De eerste schriftelijke vermelding van de plaats als Makotřasy dateert van 1318. Het dorp werd toen vermeld in de zemské desky (de voorloper van het Tsjechische kadaster) als in Makotrzas. Aan het begin van de 15e eeuw behoorden het dorp en fort toe aan een Praagse eigenaar, Petr Meziříčský. Hij was fel tegenstander van de Hussieten. Toen in het voorjaar van 1420 gewapende Hussieten uit Žatec, Louny en Slaný Praagse burgers te hulp schoten, namen ze Makotřasy in beslag en verbrandden twee priesters levend.
Tijdens de slachting van Lidice op 10 juni 1942 werden verschillende inwoners vermoord.
Sinds 1960 is Makotřasy een zelfstandige gemeente binnen het district Kladno.

## Verkeer en vervoer

### Autowegen
Er loopt een regionale weg door het centrum van het dorp. Die weg verbindt Makotřasy met de naburige dorpen Středokluky en Běloky, evenals met de regionale weg I/61. Snelweg D7 van Praag naar Chomutov en de regionale weg I/61 doorkruisen de gemeente.

### Spoorlijnen
Er is geen spoorlijn of station in het dorp. Het dichtstbijzijnde station is Středokluky, op 4 km afstand. Dat station is gelegen aan spoorlijn 121 Hostivice - Podlešín.

### Buslijnen
Er zijn twee bushaltes in het dorp:
| Haltenaam           | Lijn(en)    | Route(s)                                              | Vervoerder(s)                                   |
| ------------------- | ----------- | ----------------------------------------------------- | ----------------------------------------------- |
| Makotřasy, Náves    | 322         | Slaný - Nádraží                                       | ČSAD MHD Kladno (i.o.v. Arriva Střední Čechy)   |
| Makotřasy, Rozcestí | 300 322 324 | Kladno - Nádraží Slaný - Nádraží Slaný - Praag-Zličín | ČSAD MHD Kladno (i.o.v. Arriva Střední Čechy) " |

## Bezienswaardigheden
- Monumentale barokke zeshoekige kapel uit de eerste helft van de 19e eeuw, aan de westkant van het dorpsplein;
- Kruisbeeld voor de kapel;
- Kruisbeeld in het zuidoostelijk deel van het dorp, bij de weg richting Středokluky;
- Monument voor de gevallenen van de Eerste Wereldoorlog op het dorpsplein.

## Galerĳ

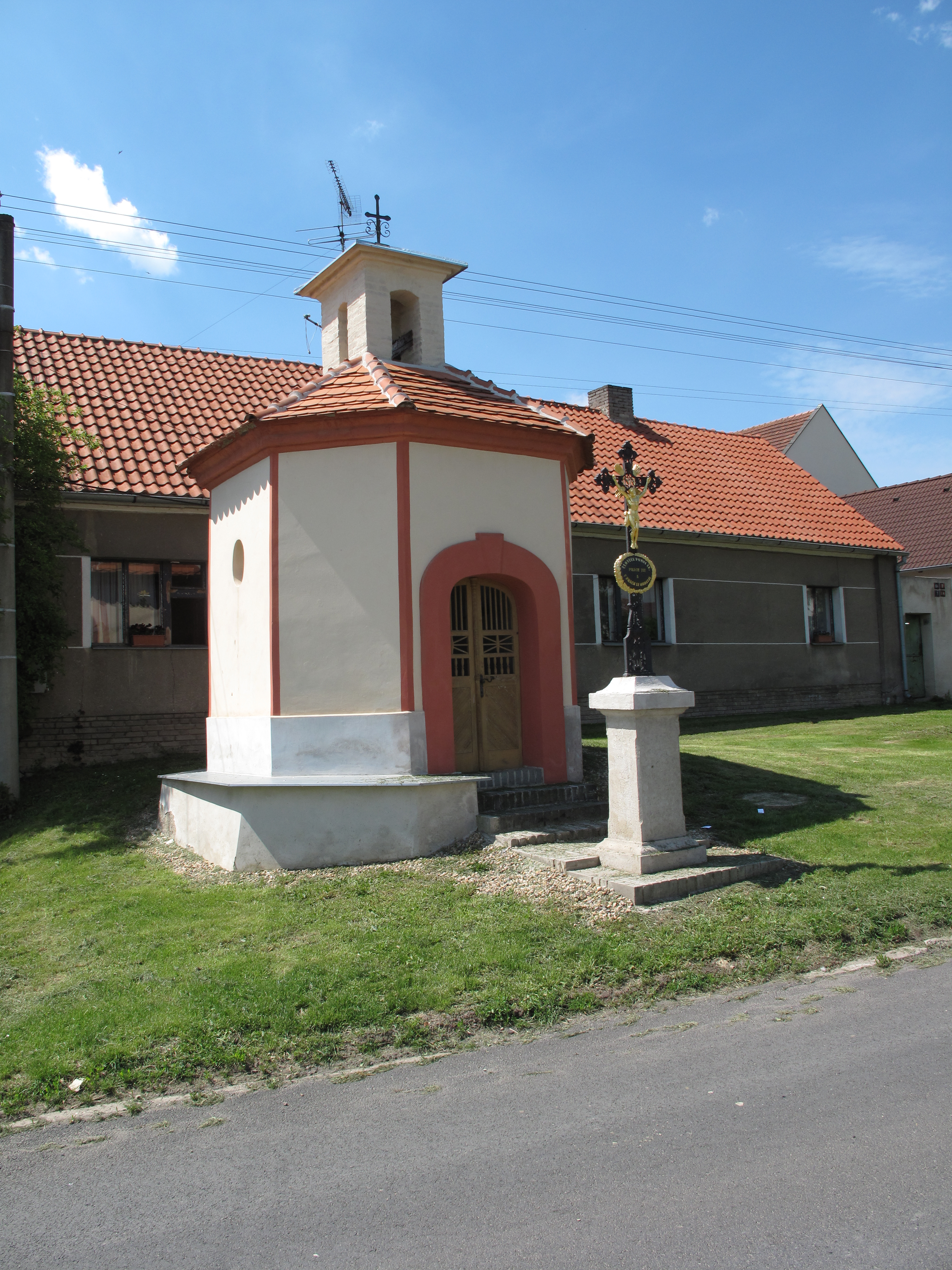
Dorpskapel
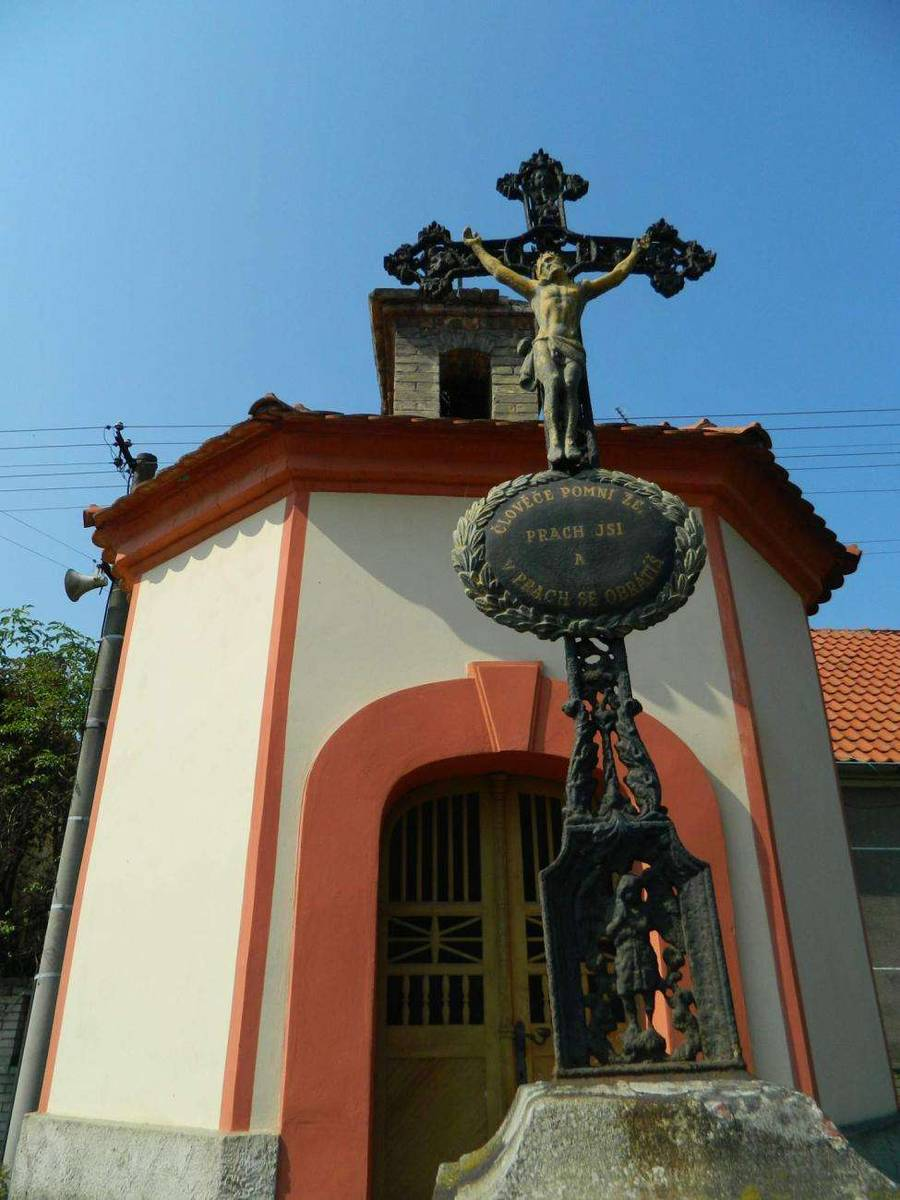
Kruisbeeld voor de kapel
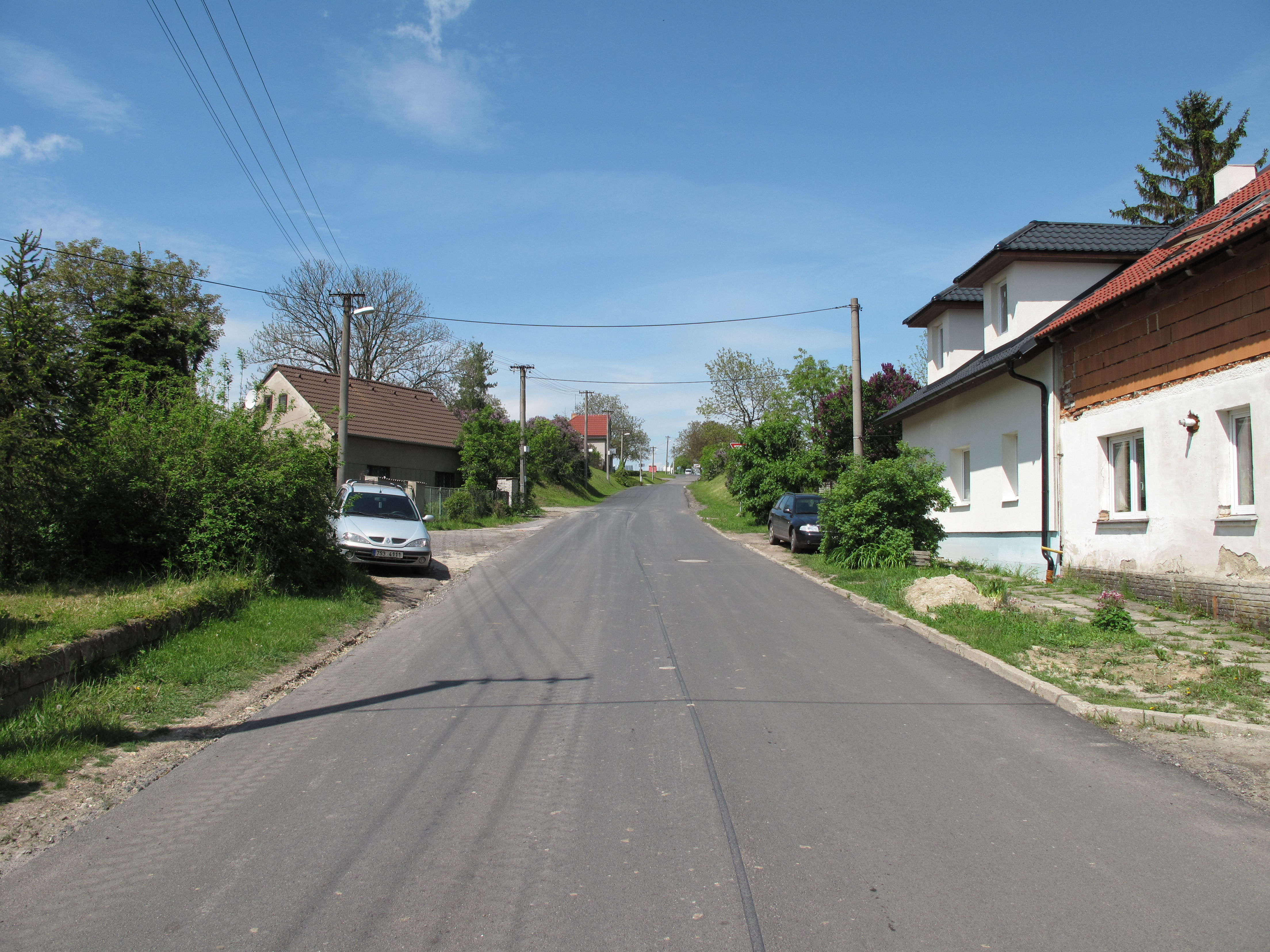
Weg door het dorp
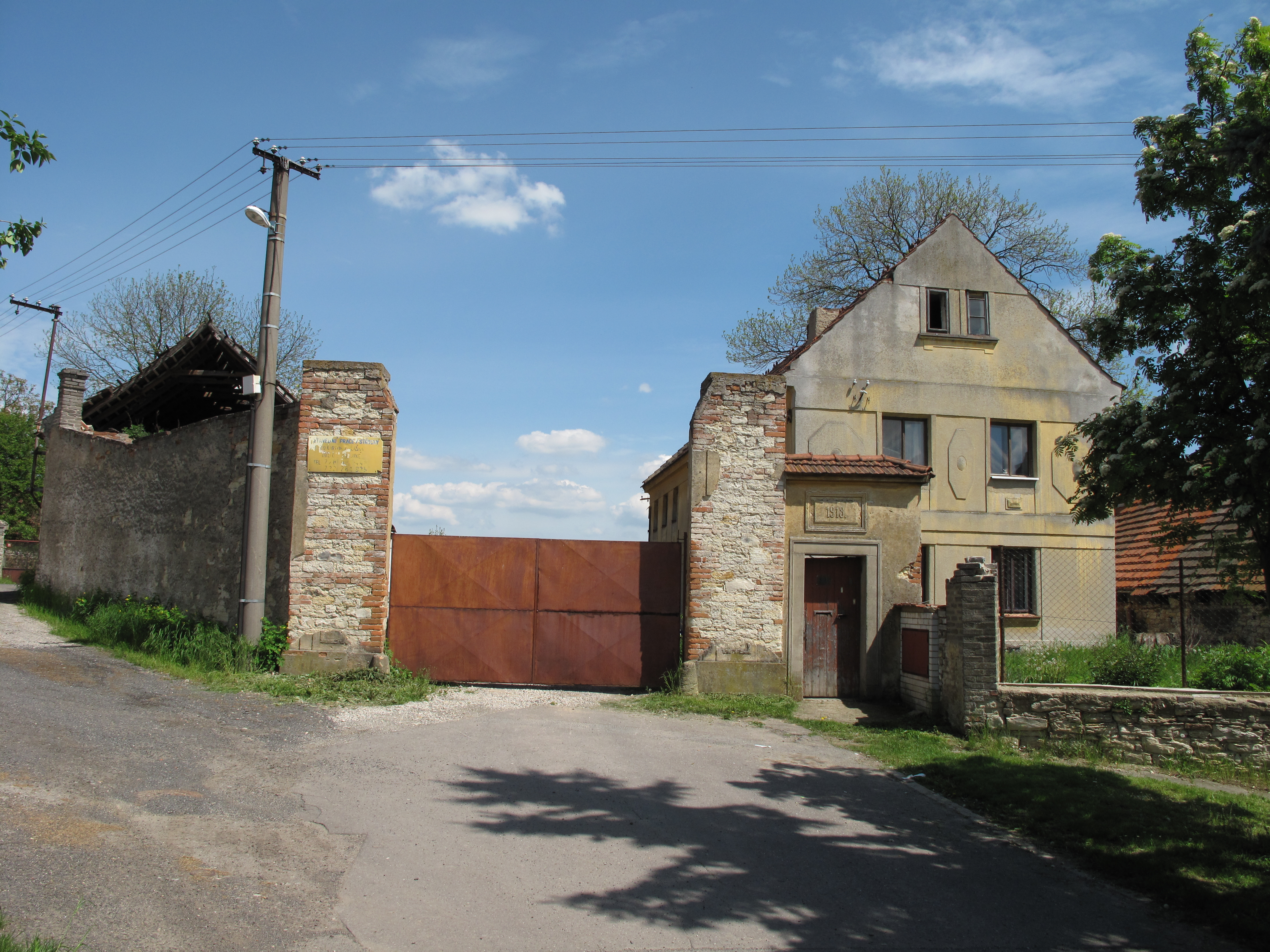
Oude boerderij in het dorp
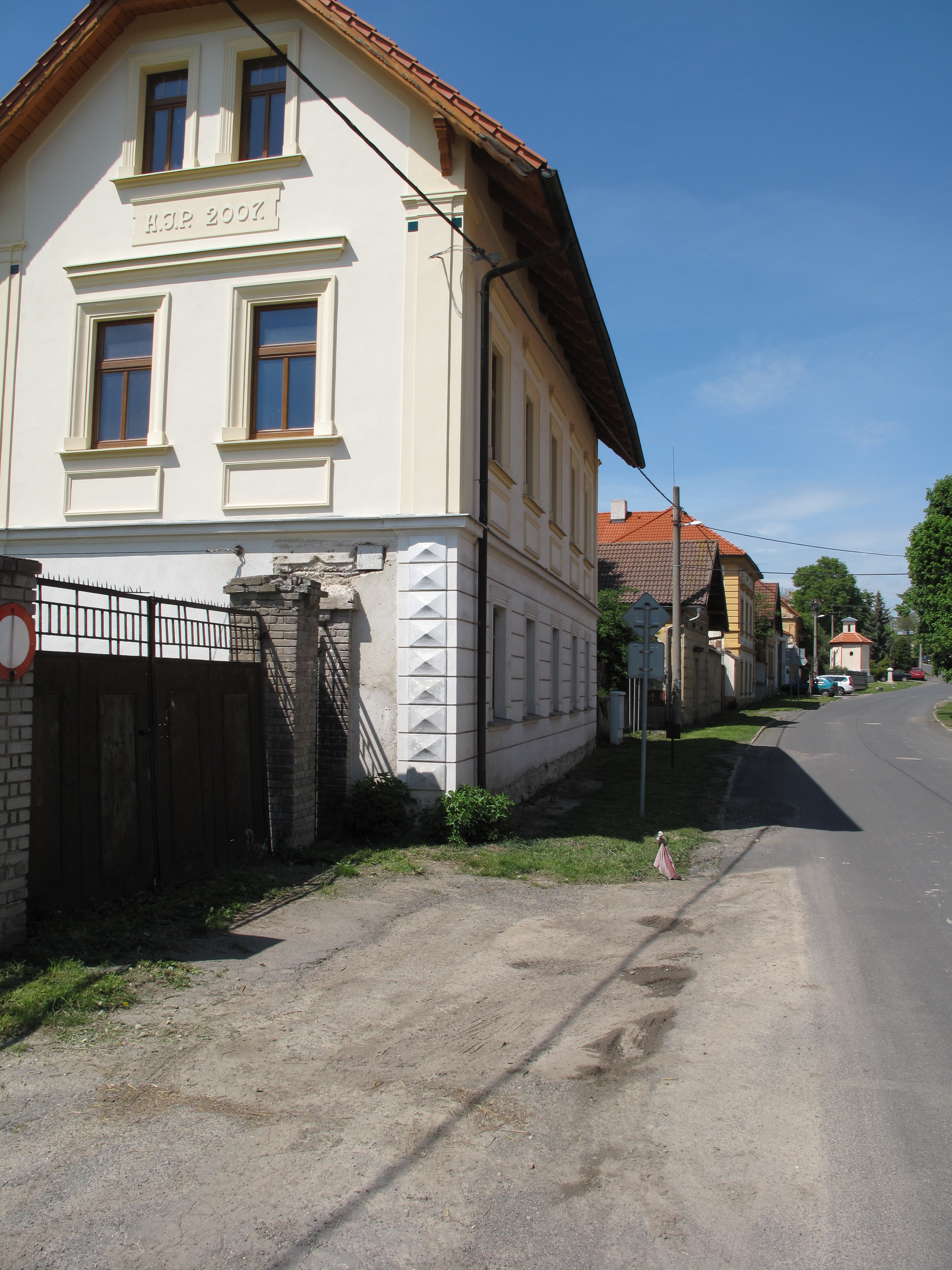
Huis in het dorp
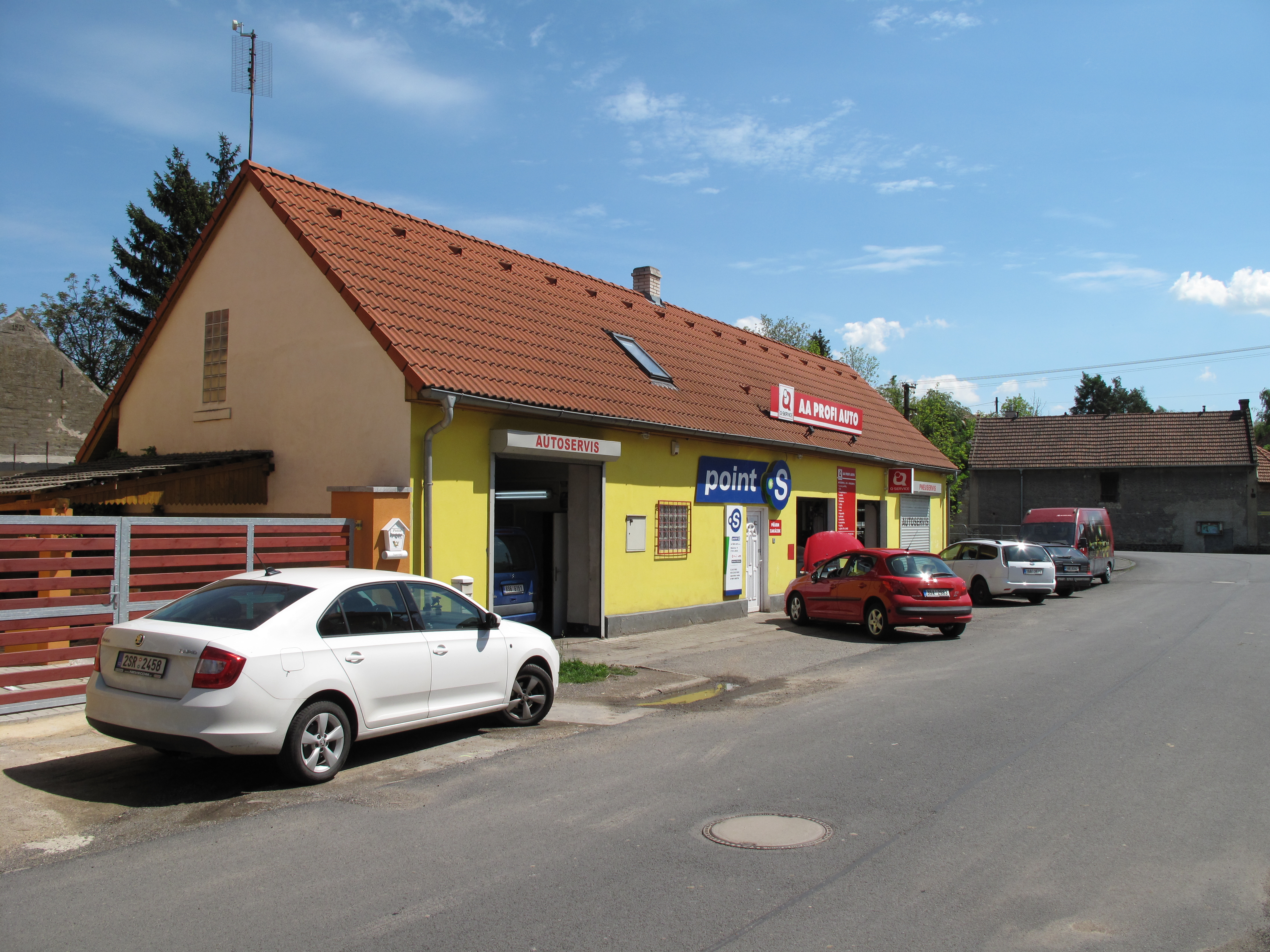
Garage in het dorp
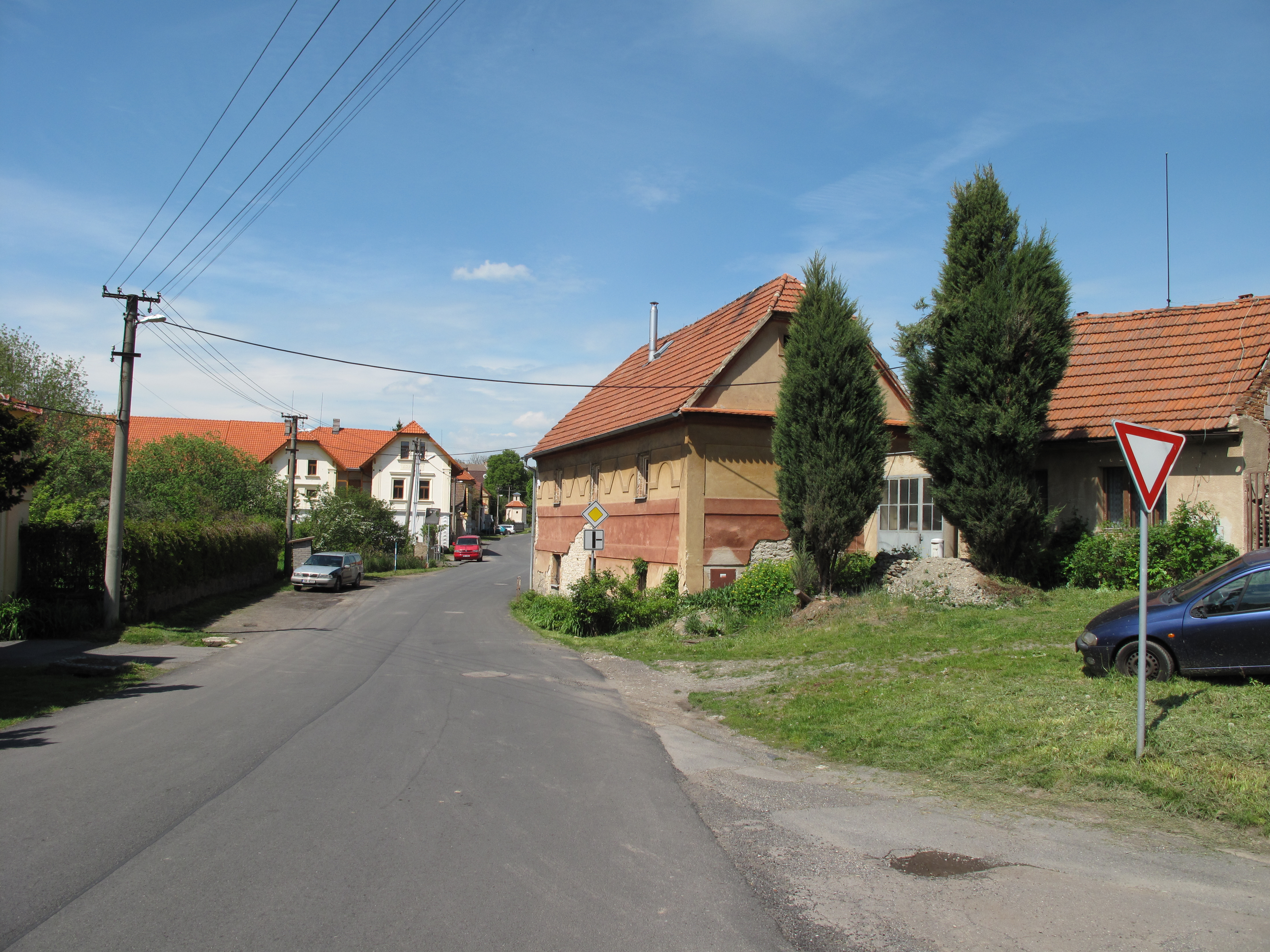
Oud huis in het dorp